# Eduardo Enrique Solís Mayora
Eduardo Enrique Solís Mayora oder Eduardo Solís Mayora (* 10. Mai 1928 in Torreón, Coahuila (Mexiko)) war ein mexikanischer Diplomat. Er spricht Englisch, Französisch und Deutsch.

## Leben
Nach dem Studium der Chemie an der Universidad Nacional de México trat er im Februar 1950 in den Diplomatischen Dienst seines Landes ein und übte 1953 das Amt des Vizekonsuls von Mexiko in Venezuela aus.
1959 war Eduardo Enrique Solís Mayora Geschäftsträger an der Botschaft in Port-au-Prince als der Mediziner Gastón Jumelle (Bruder von Clement Jumelle, Gründer der Frente Revolutionario, der in die kubanische Botschaft geflüchtet war), Jean V. Cauvin, der entlassene Kabinettschef von Paul Eugène Magloire, Joseph L. Déjean, der Journalist Antonio R. G. Petite, der Maler Auguste Clervaux und der Kaufmann Seymour Pilet nach fünf Wochen Asyl in der Botschaft nach Mexiko ausreisen konnten. In der Folge erklärte das Regime von François Duvalier Solís zur Persona non grata.
1970 war er Geschäftsträger (e. n.) der Botschaft in Senegal und 1971 war er Interims-Geschäftsträger der Botschaft in Jugoslawien (ENAI: Encargado de Negocios Ad Interim). Auch später an der Botschaft in Korea, wo er bis 1984 tätig war, wurde er nicht als Botschafter geführt, sondern als Interims-Geschäftsträger („Ministro Encargado de Negocios a. i.“).
Nach weiteren Stationen, nie jedoch im Rang eines Botschafters (embajador), wurde er 1993 mit Erreichen der Altersgrenze nach 43 Jahren im Diplomatischen Dienst in den Ruhestand verabschiedet.

## Auszeichnungen
- 1984: Banda de la Orden del Servicio Diplomático Meritorio de Corea für seine Tätigkeit in Korea[9]